# Kościół Matki Boskiej Częstochowskiej w Szydłówcu
Kościół Matki Boskiej Częstochowskiej – rzymskokatolicki kościół filialny mieszczący się we wsi Szydłówiec, w województwie wielkopolskim (gmina Orchowo).
Neogotycka, poewangelicka świątynia pochodzi z około 1864. Należy do parafii Wszystkich Świętych w Orchowie. Obiekt ceglany, halowy, z wieżą krytą hełmem nad kruchtą. W 2008 kościół wizytował bp Wojciech Polak. 
Przy wejściu stoi metalowa kapliczka maryjna z drewnianą rzeźbą Matki Boskiej. Na południe, pod lasem, znajdują się pozostałości cmentarza ewangelickiego z resztkami nagrobków.

## Galeria

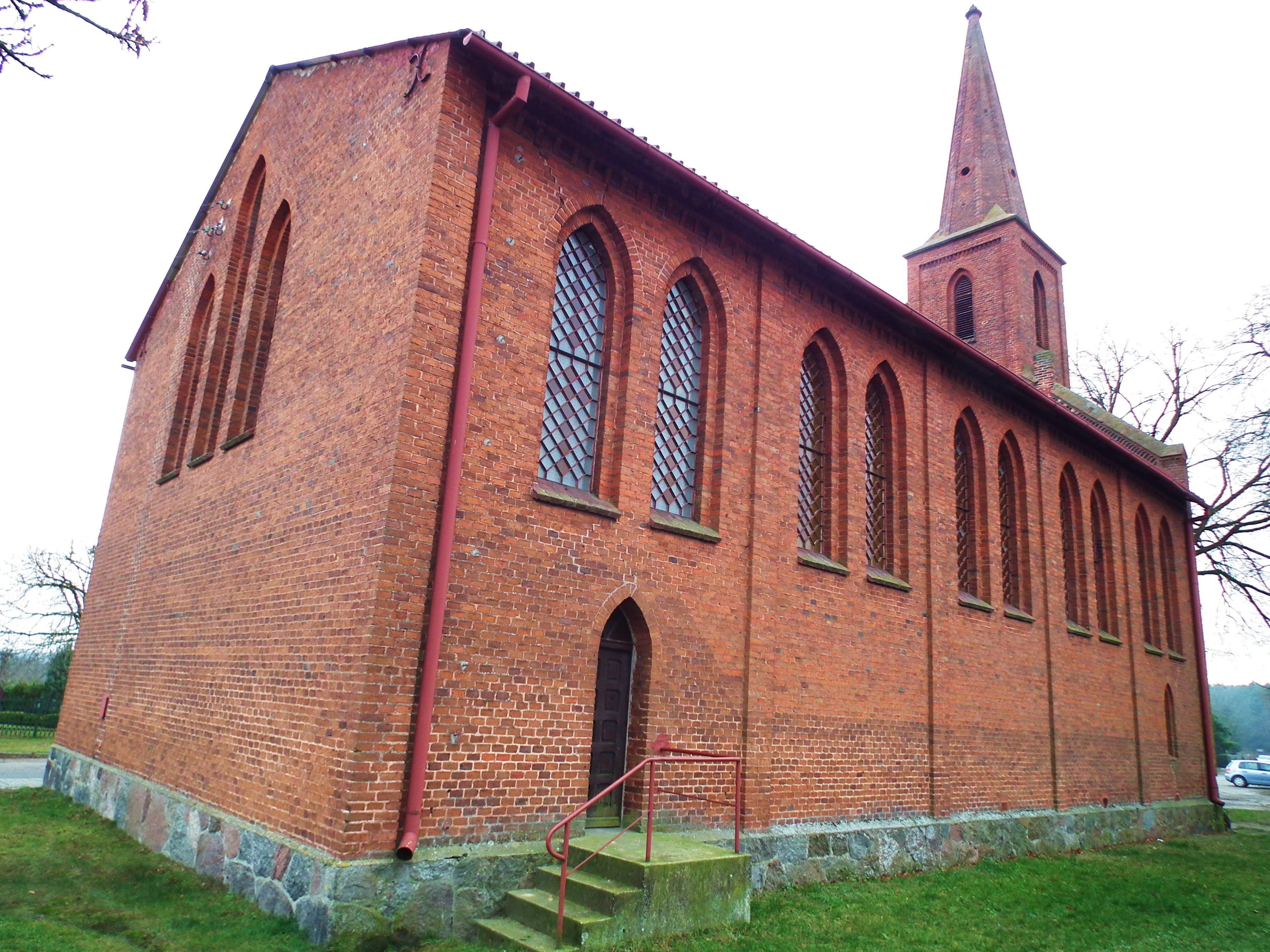
Elewacja boczna
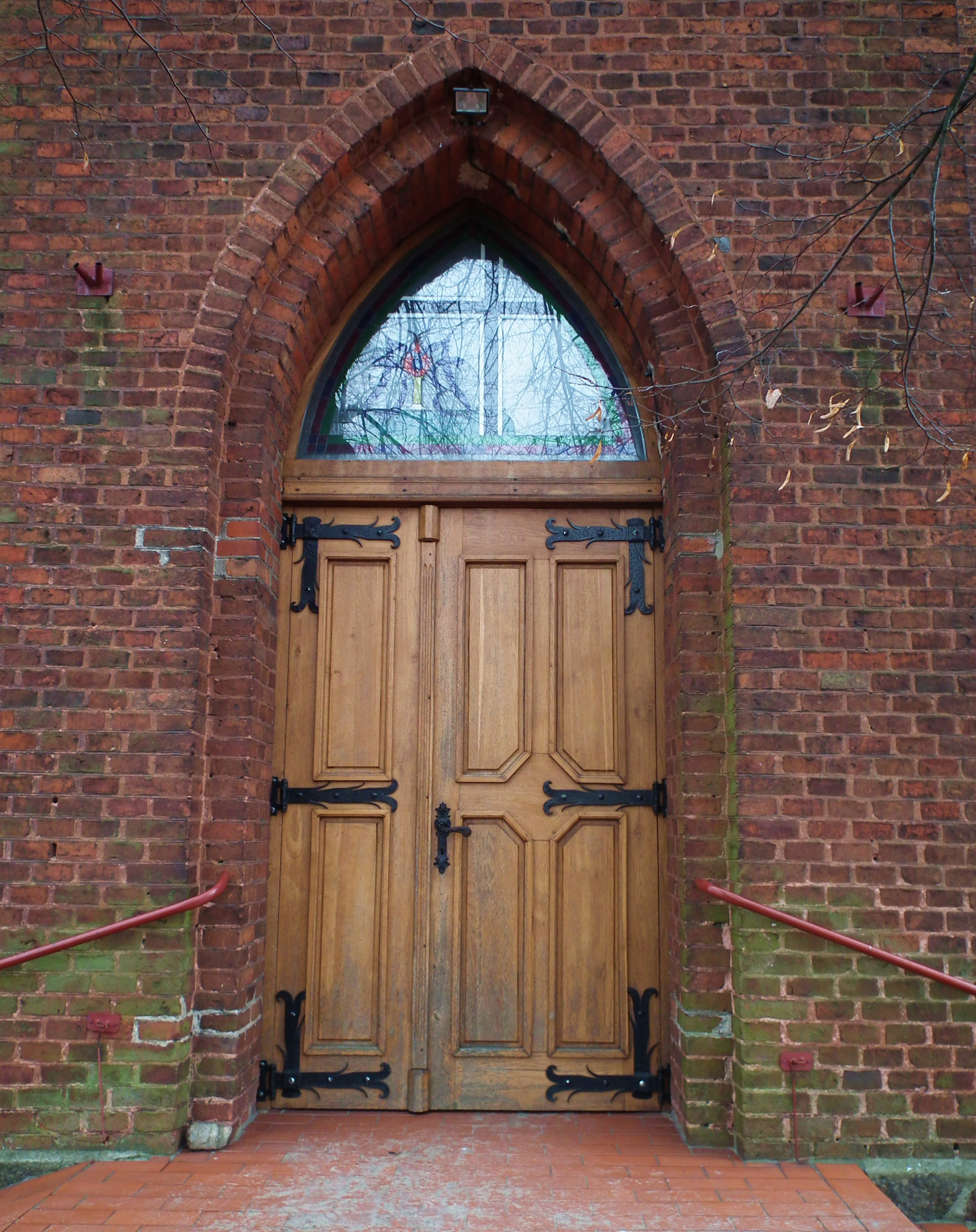
Portal wejściowy
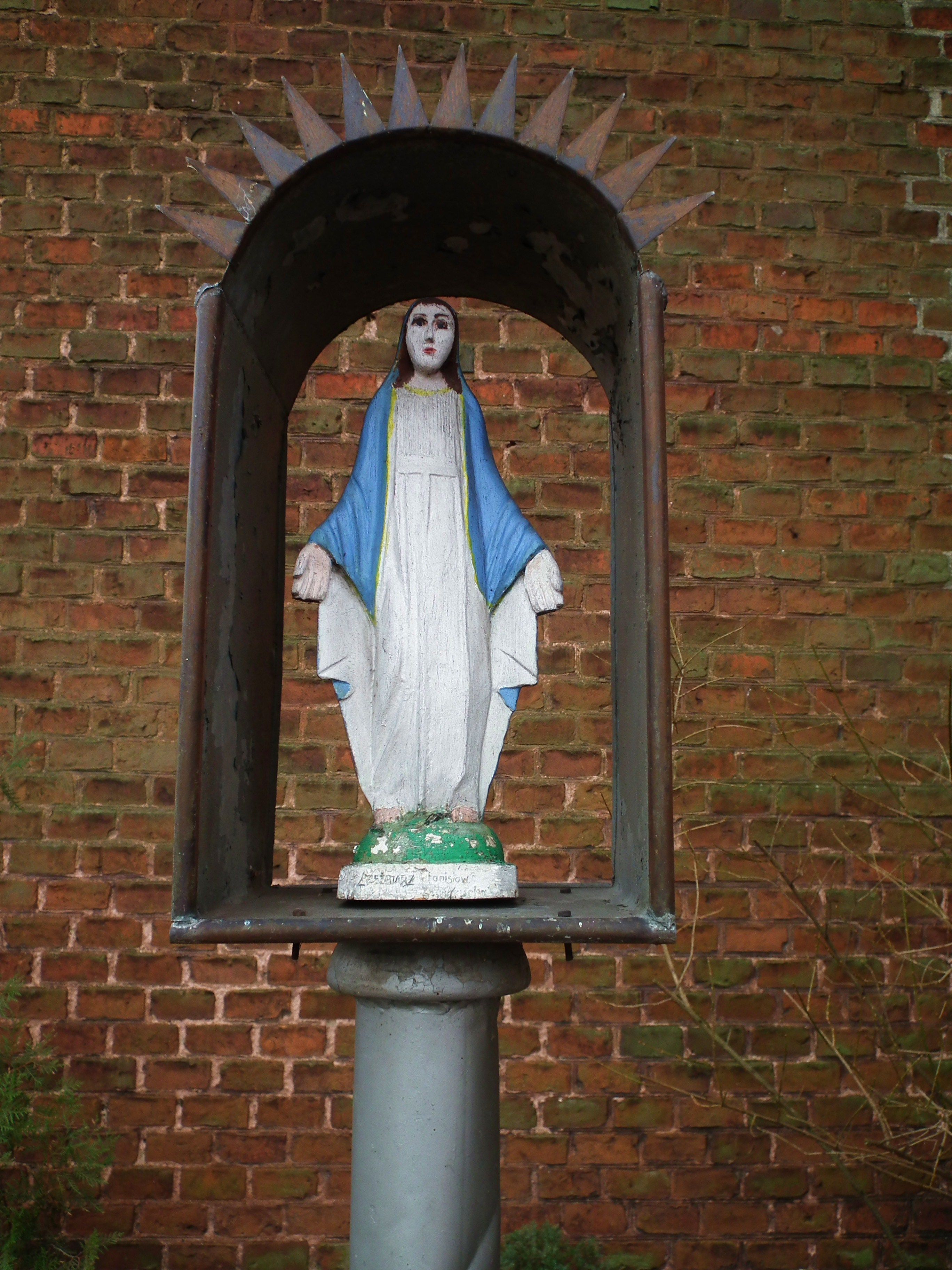
Rzeźba maryjna